# Ayotitlán
Ayotitlán es una localidad del estado mexicano de Jalisco. Es parte del municipio de Tecolotlán.

## Toponimia
El nombre «Ayotitlán» proviene de los términos en náhuatl: ayotli, calabaza; titlan, lugar rodeado. Su significado es «Lugar rodeado de calabazas».

## Demografía
| Gráfica de evolución demográfica |
|                                  |

| Censo | Población |
| ----- | --------- |
| 1900  | 392       |
| 1910  | 463       |
| 1921  | 436       |
| 1930  | 664       |
| 1940  | 686       |
| 1950  | 948       |
| 1960  | 1 078     |
| 1970  | 1 163     |
| 1980  | 1 072     |
| 1990  | 1 360     |
| 2000  | 1 265     |
| 2010  | 1 218     |
| 2020  | 1 199     |